# Methods of Mayhem
I Methods of Mayhem sono un gruppo musicale alternative metal statunitense, formato nel 1999 da Tommy Lee con la collaborazione di TiLo, dopo aver lasciato momentaneamente la posizione di batterista dei Mötley Crüe.

## Storia
Il gruppo nasce da un'idea di Lee alla vigilia del divorzio con Pamela Anderson.
Le loro canzoni sono state scritte da Lee mentre era in carcere e nel 1999 uscì il loro primo album che vinse il disco di platino.
Nel 2000 il gruppo si sciolse.
Nel 2009 Lee ha annunciato la ricomposizione del gruppo, e per ora i membri ufficiali sono Lee, Kai Marcus e DJ Aero.

## Formazione

### Formazione attuale
- Tommy Lee - voce, chitarra, batteria, tastiere
- Kai Marcus - chitarra
- DJ Aero - giradischi, elettronica
- Will Hunt - batteria, percussioni

### Ex componenti
- Stephen Perkins - batteria, percussioni (1999 - 2000)
- TiLo - voce (1999-2000)
- Chris Chaney - basso (1999 - 2000)
- Marty O'Brien - basso (2000)
- Mix Master Mike - giradischi (1999)

## Discografia

### Album in studio
- 1999 - Methods of Mayhem
- 2010 - A Public Disservice Announcement

### Singoli
- 2000 - Get Naked
- 2000 - New Skin
- 2010 - Time Bomb
- 2010 - Fight Song